# La Céleste Aventure
 (octobre 2018).
La Céleste Aventure est une nouvelle de Villiers de L'Isle-Adam, publiée le 21 juin 1887 dans Gil Blas.

## Résumé
Près d'Avignon, en amont du Rhône, vivait un vieil israélite, le père Mosé, serviable, aumônieux et ne poursuivant que les riches. Une nuit, surpris par une crue du fleuve, il doit se réfugier, malgré sa répugnance, sur un calvaire. Secouru par une barque, avant de quitter son « sauveur », il glisse une pièce d'or entre les doigts du crucifié : - Ne voulant rien devoir à personne, il est juste que je le rétribue - .

Plus tard, en hiver de la même année, une pauvre orpheline, sans travail ni logis, trouve refuge au pied de ce calvaire. Heurtant le bois de la croix, elle fait tomber la pièce d'or. Toute radieuse de ce « miracle », elle va fonder un ordre des Petites-Sœurs des pauvres.

## Éditions
Publiée le 21 juin 1887 dans Gil Blas, elle est ensuite reprise dans le recueil Histoires insolites publié le 27 février 1888 et dédiée à Gustave de Malherbe.